# Cornish (New Hampshire)
Cornish ist der Name einer Town im Sullivan County des US-Bundesstaates New Hampshire in Neuengland. Der United States Census 2020 zählte in Cornish 1616 Einwohner.

## Geschichte
1763 gegründet, war Cornish zunächst unter dem Namen Mast Camp bekannt, weil von diesem Ort englische Siedler Baumstämme für Schiffsmasten über den Connecticut River verschifften. Benannt ist die Ortschaft nach Sir Samuel Cornish, einem Admiral der Royal Navy.
1885 bezog der Bildhauer Augustus Saint-Gaudens eine Sommerresidenz in Cornish, um der Hitze in New York City zu entgehen. Seitdem hat sich die Gegend als Rückzugsort für Künstler und Schriftsteller etabliert, die anfänglich auch als Cornish Art Colony bezeichnet wurde, nachdem der Maler Maxfield Parrish ein Landgut in Cornish errichtet hatte. Weitere bekannte Persönlichkeiten, die zeitweilig in Cornish wohnten, sind Winston Churchill, Louis Saint-Gaudens, Thomas Dewing, Michael Dorris, Louise Erdrich, Hamlin Garland und Percy MacKaye. Der Schriftsteller J.D. Salinger zog nach seinen Erfolgen nach Cornish und lebte dort zurückgezogen bis zu seinem Tod.